# Jérissa (délégation)
Jérissa est une délégation tunisienne dépendant du gouvernorat du Kef.
En 2004, elle compte 11 298 habitants dont 5 507 hommes et 5 791 femmes répartis dans 2 787 ménages et 3 093 logements.